# Сикиязский сельсовет
Сикиязский сельсовет — муниципальное образование в Дуванском районе Башкортостана.

## История
Согласно «Закону о границах, статусе и административных центрах муниципальных образований в Республике Башкортостан» имеет статус сельского поселения. В 2008 году объединён с сельским поселением Озерский сельсовет.
Закон Республики Башкортостан от 19.11.2008 г. № 49-З «Об изменениях в административно-территориальном устройстве Республики Башкортостан в связи с объединением отдельных сельсоветов и передачей населённых пунктов», ст.1 п. 19) б) гласит:

 "Внести следующие изменения в административно-территориальное устройство Республики Башкортостан:
 б) объединить Сикиязский и Озёрский сельсоветы с сохранением наименования «Сикиязский» с административным центром в селе Сикияз.
Включить село Озеро Озёрского сельсовета в состав Сикиязского сельсовета.

Утвердить границы Сикиязского сельсовета согласно представленной схематической карте.

Исключить из учётных данных Озёрский сельсовет

## Население
| 2002  | 2010  | 2012  | 2013  | 2014  | 2015  | 2016  |
| ----- | ----- | ----- | ----- | ----- | ----- | ----- |
| 1546  | ↘1510 | ↘1497 | ↘1489 | ↘1474 | ↘1462 | ↘1439 |
| 2017  |       |       |       |       |       |       |
| ↗1440 |       |       |       |       |       |       |

## Состав сельского поселения
| № | Населённый пункт | Тип населённого пункта       | Население |
| - | ---------------- | ---------------------------- | --------- |
| 1 | Сикияз           | село, административный центр | →773      |
| 2 | Озеро            | село                         | ↘629      |
| 3 | Семериковка      | деревня                      | ↘88       |
| 4 | Победа           | деревня                      | ↗20       |